# Gymnotus anguillaris
Gymnotus anguillaris és una espècie de peix pertanyent a la família dels gimnòtids.

## Descripció
- Fa 30 cm de llargària màxima.[5][6]

## Alimentació
Menja invertebrats aquàtics, larves d'insectes i crustacis.

## Hàbitat
És un peix d'aigua dolça, bentopelàgic i de clima tropical (22 °C-30 °C).

## Distribució geogràfica
Es troba a Sud-amèrica: conques dels rius Amazones i Orinoco, i d'altres indrets del nord del subcontinent.

## Costums
És relativament agressiu i viu en petits grups.

## Observacions
És inofensiu per als humans.